# 1910 en Grèce
Chronologie de la Grèce
- 1906
- 1907
- 1908
- 1909
- 1910
- 1911
- 1912
- 1913
- 1914

Cette page concerne les évènements survenus en 1910 en Grèce  :

## Évènements
- mars : Soulèvement de Kilelér
- 21 août : Élections législatives
- 28 novembre : Élections législatives

## Création
- Parti libéral
- Scoutisme en Grèce

## Dissolution
- Chemins de fer de l'Attique (en)

## Sport
- Championnat Panhellénique 1909-1910 (en) (football)
- Championnat Panhellénique 1910-1911 (en)

## Naissance
- Aspasía Apérgi (el), joueuse de tennis.
- Evángelos Avéroff, personnalité politique et écrivain, avocat et économiste de profession, plusieurs fois ministre.
- Andréas Karantónis (el), écrivain.
- Ioánnis Koúlis, ministre des Finances.
- Níkos Papachatzís (el), archéologue.
- George Roússos (el), écrivain et journaliste.
- Eva Vlámi (el), écrivaine.

## Décès
- Pantelís Ghíkas (el), personnalité politique.
- Konstantinos Konstantopoulos, Premier ministre.
- Constantínos Sagiór (el), acteur.